# Дифференциальное сечение рассеяния
Дифференциальное сечение рассеяния — отношение числа частиц, рассеянных за единицу времени в элемент телесного угла dW, к плотности потока падающих частиц.

## Классическое рассеяние
Если рассматривать классическую задачу, когда одна частица рассеивается от одной неподвижной частицы-мишени, то обычно используется сферическая система координат. При этом цель размещается в начале координат, а z этой системы координат совпадает с падающим лучом. Угол θ — это угол рассеяния, измеряемый между падающим лучом и рассеянным лучом, а φ — азимутальный угол.

Схема процесса рассеяния двух частиц

Прицельный параметр b представляет собой перпендикулярное смещение траектории падающей частицы, а улетающая частица летит под углом θ. Для данного взаимодействия (кулоновского, магнитного, гравитационного, контактного и так далее) прицельный параметр и угол рассеяния имеют определённую взаимно однозначную функциональную зависимость друг от друга. Обычно прицельный параметр нельзя ни контролировать, ни измерять от события к событию, и предполагается, что он принимает все возможные значения при усреднении по множеству событий рассеяния. Дифференциальный размер поперечного сечения представляет собой элемент площади в плоскости прицельного параметра, то есть dσ = b dφ db . Дифференциальный угловой диапазон рассеянной частицы под углом θ представляет собой элемент телесного угла dΩ = sin θ dθ dφ. Дифференциальное сечение представляет собой частное этих величин, dσ/dΩ
Это функция угла рассеяния (и, следовательно, также прицельного параметра), а также других наблюдаемых величин, таких как импульс падающей частицы. Дифференциальное поперечное сечение всегда считается положительным, даже если более высокие параметры удара обычно вызывают меньшее отклонение. В цилиндрически симметричных ситуациях (относительно оси пучка) азимутальный угол φ не изменяется в процессе рассеяния, и дифференциальное сечение можно записать как
{\displaystyle {\frac {\mathrm {d} \sigma }{\mathrm {d} (\cos \theta )}}=\int _{0}^{2\pi }{\frac {\mathrm {d} \sigma }{\mathrm {d} \Omega }}\,\mathrm {d} \varphi } .
В других ситуациях, когда процесс рассеяния не является азимутально-симметричным, например, когда луч или частицы мишени обладают магнитными моментами, ориентированными перпендикулярно оси луча, дифференциальное сечение также должно быть выражено как функция от азимутального угла.
При рассеянии частиц падающего потока Finc от неподвижной мишени, состоящей из множества частиц, дифференциальное сечение dσ/dΩ под углом (θ,φ) связано с потоком детектирования рассеянных частиц Fout(θ,φ) в частицах в единицу времени соотношением
{\displaystyle {\frac {\mathrm {d} \sigma }{\mathrm {d} \Omega }}(\theta ,\varphi )={\frac {1}{nt\Delta \Omega }}{\frac {F_{\text{out}}(\theta ,\varphi )}{F_{\text{inc}}}}.}
Здесь ΔΩ — конечный угловой размер детектора (единицы СИ: ср), n — плотность числа частиц мишени (м−3), а t — толщина неподвижной цели (м). Эта формула предполагает, что цель достаточно тонкая, чтобы каждая частица луча взаимодействовала не более чем с одной частицей цели.
Полное сечение σ можно восстановить путём интегрирования дифференциального сечения dσ/dΩ по полному телесному углу (4π стерадиан):
{\displaystyle \sigma =\oint _{4\pi }{\frac {\mathrm {d} \sigma }{\mathrm {d} \Omega }}\,\mathrm {d} \Omega =\int _{0}^{2\pi }\int _{0}^{\pi }{\frac {\mathrm {d} \sigma }{\mathrm {d} \Omega }}\sin \theta \,\mathrm {d} \theta \,\mathrm {d} \varphi .}
Обычно опускают определение «дифференциал», когда тип поперечного сечения можно вывести из контекста. В этом случае σ можно называть интегральным поперечным сечением или полным поперечным сечением . Последний термин может сбивать с толку в контекстах, где задействовано несколько событий, поскольку «общее» также может относиться к сумме поперечных сечений по всем событиям.
Дифференциальное сечение является чрезвычайно полезной величиной во многих областях физики, поскольку его измерение может выявить большой объём информации о внутренней структуре целевых частиц. Например, дифференциальное сечение резерфордского рассеяния явилось убедительным доказательством существования атомного ядра. Вместо телесного угла в качестве независимой переменной дифференциальных сечений можно использовать переданный импульс.

Дифференциальные сечения неупругого рассеяния содержат резонансные пики, указывающие на создание метастабильных состояний и содержащие информацию об их энергии и времени жизни состояний.

## Квантовое рассеяние
В не зависящем от времени формализме квантового рассеяния в качестве начальной волновой функции (до рассеяния) берётся плоская волна с определённым импульсом k :
{\displaystyle \phi _{-}(\mathbf {r} )\;{\stackrel {r\to \infty }{\longrightarrow }}\;e^{ikz},}
где z и r — относительные координаты между снарядом и целью. Стрелка указывает, что это описывает только асимптотическое поведение волновой функции, когда снаряд и цель находятся слишком далеко друг от друга, чтобы взаимодействие могло бы иметь какой-либо эффект.
Ожидается, что после рассеяния волновая функция будет иметь следующую асимптотику:
{\displaystyle \phi _{+}(\mathbf {r} )\;{\stackrel {r\to \infty }{\longrightarrow }}\;f(\theta ,\phi ){\frac {e^{ikr}}{r}},}
где f — некоторая функция угловых координат, известная как амплитуда рассеяния. Эта общая форма действительна для любого короткодействующего сохраняющего энергию взаимодействия. Это неверно для дальнодействующих взаимодействий, поэтому при работе с электромагнитными взаимодействиями возникают дополнительные сложности.
Полная волновая функция системы ведёт себя асимптотически как сумма двух вкладов
{\displaystyle \phi (\mathbf {r} )\;{\stackrel {r\to \infty }{\longrightarrow }}\;\phi _{-}(\mathbf {r} )+\phi _{+}(\mathbf {r} ).}
Дифференциальное сечение связано с амплитудой рассеяния по формуле:
{\displaystyle {\frac {\mathrm {d} \sigma }{\mathrm {d} \Omega }}(\theta ,\phi )={\bigl |}f(\theta ,\phi ){\bigr |}^{2}.}
Что имеет простую интерпретацию как плотность вероятности нахождения рассеянного снаряда под заданным углом.

### Связь с S-матрицей
Если приведённые массы и импульсы сталкивающейся системы равны mi, pi и mf, pf до и после столкновения соответственно, дифференциальное сечение определяется выражением 
{\displaystyle {\frac {\mathrm {d} \sigma }{\mathrm {d} \Omega }}=\left(2\pi \right)^{4}m_{i}m_{f}{\frac {p_{f}}{p_{i}}}{\bigl |}T_{fi}{\bigr |}^{2},}
T-матрица определяется формулой
{\displaystyle S_{fi}=\delta _{fi}-2\pi i\delta \left(E_{f}-E_{i}\right)\delta \left(\mathbf {p} _{i}-\mathbf {p} _{f}\right)T_{fi}}
в терминах S-матрицы. Здесь δ — дельта-функция Дирака. Вычисление S-матрицы — основная цель теории рассеяния.